# 刘豹 (1923年)
刘豹（1923年6月12日—2013年7月31日），男，江苏常州人，中国自动控制和系统工程专家，曾任中国系统工程学会副理事长。